# Un regalo para el alma
Un regalo para el alma es una película de cortometraje chileno del año 2003, escrita y dirigida por Patricio Espinoza Aibar.
La película es protagonizada por Marés González (Premio Nacional de las Artes 2003), Daniel Muñoz y Mabel Farías.

## Sinopsis
La historia cuenta sobre una poética aproximación a la vida de Alma (Marés González), una mecenas invidente que encerrada en su hogar vive de sus recuerdos que transmite a Aceituno (Daniel Muñoz), su único amigo que tratará de darle un regalo maravilloso antes de que ella muera.

### Historia
En un antiguo cité del centro de Santiago una artista encerrada en su cuarto y parapetada en sus lentes oscuros oculta sus recuerdos y revive sus viejas glorias gracias a un vecino que la adora y que para ella organiza una función de Madama Butterfly a la que se adhieren, cómplices de lo maravilloso, todos los amigos y vecinos del microcosmos en que viven los personajes. Para ella se inventa todo: aprovechando su ceguera, le regalan una función de Madama Butterfly que no resistiría ni siquiera una comparsa escolar, pero la magia de la amistad, el candor de su protagonista, la certeza de los sentimientos puede más que la ausencia de los recursos.

## Reparto
- Marés González - Alma
- Daniel Muñoz - Aceituno
- Mabel Farías - Aurora
- Jimena Sáez - Damiana
- Pablo Casals - Sandro
- Mario Bustos - Don José